# Shea Whigham
Franklin Shea Whigham Jr. (ur. 5 stycznia 1969 w Tallahassee) – amerykański aktor telewizyjny i filmowy, znany m.in. z roli Eliasa Thompsona w wyprodukowanym przez HBO serialu dramatycznym Zakazane imperium.

## Życiorys
Kształcił się w szkole artystycznej na State University of New York w Purchase. Współpracował w ramach wspólnej grupy teatralnej z Kirkiem Acevedo. Występował jako aktor teatralny i pełnił funkcję dyrektora artystycznego grupy.
Jako aktor telewizyjny debiutował w 1997 w jednym z odcinków Ghost Stories. W filmach zaczął regularnie występować od 2000, kiedy to zagrał w dramacie wojennym Kraina tygrysów u boku m.in. Colina Farrella. Zagrał następnie w takich produkcjach jak All the Real Girls, Anioł Stróż, Królowie Dogtown, W cieniu chwały, Szybko i wściekle, Nienasycony, American Hustle, Wilk z Wall Street. W latach 2010–2014 wcielał się w postać Eliasa Thompsona, brata głównego bohatera i jednej z głównych postaci Zakazanego imperium.

## Filmografia
- 2000: Kraina tygrysów
- 2001: Na dnie
- 2002: Bad Company: Czeski łącznik
- 2003: All the Real Girls
- 2005: Anioł Stróż
- 2005: Faith of My Fathers
- 2005: Królowie Dogtown
- 2006: Tamten świat samobójców
- 2006: Pierwszy śnieg
- 2006: Ostry dyżur (serial TV)
- 2008: South of Heaven
- 2008: Splinter
- 2008: W cieniu chwały
- 2009: Pokój śmierci
- 2009: Spooner
- 2009: Szybko i wściekle
- 2009: Zły porucznik
- 2009: Nienasycony
- 2010: Barry Munday
- 2010: Maczeta
- 2010: Radio Free Albemuth
- 2010: The Conspirator
- 2010: Zakazane imperium (serial TV)
- 2011: Prawnik z lincolna
- 2011: Take Shelter
- 2011: Paragraf 44
- 2011: Wszystkie odloty Cheyenne’a
- 2012: Na ratunek wielorybom
- 2012: Savages: Ponad bezprawiem
- 2012: Poradnik pozytywnego myślenia
- 2013: American Hustle
- 2013: Szybcy i wściekli 6
- 2013: Wilk z Wall Street
- 2014: Non-Stop
- 2014: Agentka Carter (serial TV)
- 2014: Detektyw (serial TV)
- 2015: A Country Called Home
- 2016: Wicedyrektorzy (serial TV)
- 2017: Fargo (serial TV)
- 2017: Kong: Wyspa Czaszki
- 2017: Notatnik śmierci
- 2018: Vice
- 2020: Perry Mason (serial TV)
- 2023: Mission: Impossible – Dead Reckoning[3]
- 2025: Mission: Impossible – The Final Reckoning
- 2025: F1